# Poeciloxestia
Poeciloxestia is een kevergeslacht uit de familie van de boktorren (Cerambycidae). De wetenschappelijke naam van het geslacht werd voor het eerst geldig gepubliceerd in 1965 door Lane.

## Soorten
Poeciloxestia omvat de volgende soorten:
- Poeciloxestia bivittata (Buquet, 1852)
- Poeciloxestia carlyslei Fragoso, 1978
- Poeciloxestia coriacea Martins & Monné, 2005
- Poeciloxestia dorsalis (Thomson, 1861)
- Poeciloxestia elegans (Gory, 1833)
- Poeciloxestia hirsutiventris Fragoso, 1978
- Poeciloxestia lanceolata Fragoso, 1978
- Poeciloxestia lanei Fragoso, 1978
- Poeciloxestia lateralis (Erichson, 1847)
- Poeciloxestia melzeri Lane, 1965
- Poeciloxestia minuta Fragoso, 1978
- Poeciloxestia ochrotaenia (Bates, 1870)
- Poeciloxestia paraensis Lane, 1965
- Poeciloxestia parallela Fragoso, 1978
- Poeciloxestia plagiata (Waterhouse, 1880)
- Poeciloxestia rugosicollis Fragoso, 1978
- Poeciloxestia sagittaria (Bates, 1872)
- Poeciloxestia signatipennis (Melzer, 1923)
- Poeciloxestia suturalis (Perty, 1832)
- Poeciloxestia travassosi Fragoso, 1978